# Coptobrycon bilineatus
Coptobrycon bilineatus ist eine sehr kleine Salmlerart aus der Familie Acestrorhamphidae, die im oberen Rio Tietê und im Rio Itatinga im südlichen Brasilien vorkommt.

## Merkmale
Coptobrycon bilineatus erreicht eine maximale Standardlänge von 3,7 Zentimeter, die Gesamtlänge überschreitet vier Zentimeter nur knapp. Der Körper ist mäßig hoch, die größte Körperhöhe wird etwas vor dem Ansatz der Rückenflosse erreicht. Das Kopfprofil ist gerundet. Die Fische sind gelblich bis golden gefärbt. Die Flossen sind gelblich-orange insbesondere Rücken-, After- und Schwanzflosse. Das Gebiss ist eigenartig. Jede Hälfte des Unterkiefers ist vorne nur mit drei, großen, mehrspitzigen und gestielten Zähnen besetzt. Die Seitenlinie ist unvollständig mit nur 2 bis 4 mit Poren versehene Schuppen. Die Brustflossen sind relativ klein. Eine Fettflosse fehlt.
- Flossenformel: Dorsale ii/7–8; Pectorale i/8–11.

## Lebensraum
Die von Coptobrycon bilineatus bewohnten Flüsse liegen im Atlantischen Regenwald mit klarem und relativ kühlem Wasser. Schnell fließende Bereiche mit Böden aus Sand, Steinen und Geröll lösen sich mit tiefen tümpelartigen Regionen ab mit Blättern, Ästen und Ufervegetation ab. Ein großer Teil des Verbreitungsgebietes liegt in einem privaten Schutzgebiet. Die Salmlerart ist relativ häufig und lebt in großen Schwärmen vor allem in Bereichen mit relativ langsamer Wasserströmung, oft vermischt mit Astyanax paranae. Weitere Begleitfische sind Glandulocauda melanogenys, Taunaya bifasciata, ein Schmerlenwelse aus der Gattung Trichomycterus, Pseudotocinclus tietensis und Phalloceros caudimaculatus. In den Mägen von Coptobrycon bilineatus fand man vor allem zerkleinerte terrestrische Vegetation. Wahrscheinlich vermehrt sich die Salmlerart während des ganzen Jahres.

## Systematik
Die Fischart wurde 1911 durch die amerikanische Ichthyologin Marion Durbin Ellis unter der Bezeichnung Hasemania bilineata erstmals wissenschaftlich beschrieben. 1963 führte der französische Ichthyologe Jacques Géry die Gattung Coptobrycon ein, die seitdem monotypisch geblieben ist. Coptobrycon gehört zur Salmlerfamilie Acestrorhamphidae und zur Unterfamilie Stygichthyinae, zu der auch die Gattungen Deuterodon, Myxiops, Stygichthys, der Sonnensalmler (Hyphessobrycon eos), sowie einige Arten aus der nicht monophyletischen Gattung Astyanax gehören.